# Potok (gmina Trebnje)
Potok – wieś w Słowenii, w gminie Trebnje. W 2018 roku liczyła 13 mieszkańców.